# Рассел, Патрик (хоккеист)
Патрик Расселл (дат. Patrick Russell; род. 4 января 1993, Биркерёд, Фредериксборг) — датский хоккеист, нападающий шведского клуба «Линчёпинг» и сборной Дании.

## Карьера
Начинал свою карьеру в юношеских командах шведского «Линчёпинга».
В 2013 году нападающий переехал в США, где он неплохо проявлял себя в студенческих лигах. В 2016 году Расселл подписал контракт с клубом НХЛ «Эдмонтон Ойлерз». Однако свой первый сезон датчанин полостью провел в фарм-клубе «нефтяников» «Бейкерсфилд Кондорс». В сезоне 2018/19 Расселл дебютировал в НХЛ, став 12-м представителем своей страны в главной американской лиге. Первый матч в НХЛ Патрик сыграл 17 ноября 2018 года. В сезоне 2018/19 сыграл всего 6 матчей за «Ойлерз», в которых очков не набрал. В сезоне 2019/20 сыграл 45 матчей, в которых набрал 5 очков (0+5).

## Сборная
Нападающий выступал за различные юношеские и молодежную сборную страны. В 2017 году Патрик Расселл дебютировал за национальную команду на чемпионате мира в Германии. В своем третьем матче на турнире хоккеист отметился забитой шайбой в ворота сборной Словакии.

## Личная жизнь
Родом из хоккейной семьи: отец Аллан Бонке — хоккеист, играл за юниорскую сборную Дании, мать Кристине Расселл была менеджером женской сборной Дании на протяжении десяти лет, сестра Эмма Рассел (род. 1995) — хоккеистка, игрок сборной Дании, жена Келси Расселл (род. 1995) — канадская хоккеистка, играет за женскую команду «Линчёпинга».